# Chris Fridfinnson
Kristmundur Numi "Chris" Fridfinnson, född 14 juni 1898 i Baldur, Manitoba, död 10 november 1938 i Selkirk, var en kanadensisk ishockeyspelare. Han blev olympisk guldmedaljör i Antwerpen 1920.
1920 vann Fridfinnson även Allan Cup med Winnipeg Falcons.

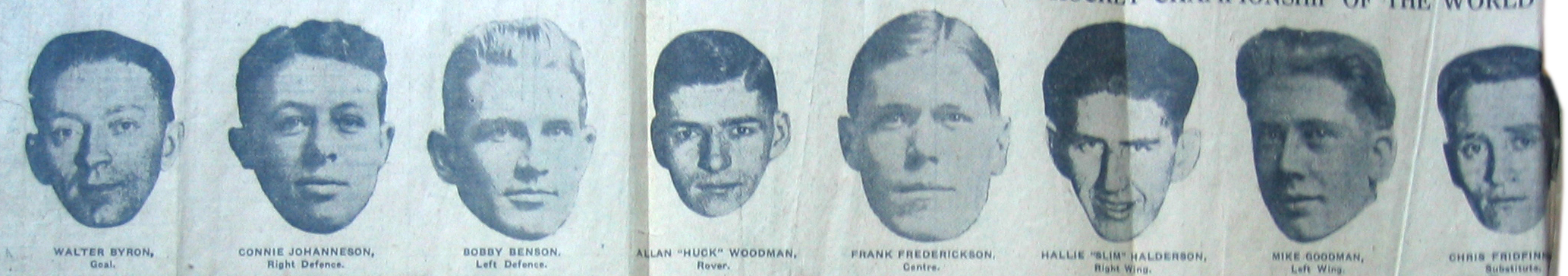
Fridfinnson, längst till höger, med det kanadensiska OS-laget 1920.

## Meriter
- Allan Cup – 1920
- OS-guld 1920